# Хмельник (Люблінське воєводство)
Хмельник (пол. Chmielnik) — село в Польщі, у гміні Белжиці Люблінського повіту Люблінського воєводства.
Населення — 295 осіб (2011).

## Демографія
Демографічна структура станом на 31 березня 2011 року:
|          | Загалом | Допрацездатний вік | Працездатний вік | Постпрацездатний вік |
| -------- | ------- | ------------------ | ---------------- | -------------------- |
| Чоловіки | 149     | 36                 | 94               | 19                   |
| Жінки    | 146     | 24                 | 80               | 42                   |
| Разом    | 295     | 60                 | 174              | 61                   |